# Эрмольд (архиепископ Амбрёна)
Эрмо́льд (Эрма́льд; фр. Ermauld, Ermald; умер в 889) — архиепископ Амбрёна (около 880—889).

## Биография
Эрмольд возглавил Амбрёнскую архиепархию около 880 года, став здесь преемником Арибера II. Предполагается, что он идентичен Герольду, названному архиепископом Амбрёна в хартии Карла III Толстого, датированной 20 февраля или 22 апреля 883 года. В этом документе, данном в Павии аббату Боббио Агилульфу, император предоставлял монастырю полный иммунитет от власти светских правителей и государственных чиновников.
17 ноября 887 года архиепископ Эрмольд принял участие в церковном соборе в прекратившем позднее существование селении Порт (около Нима). На этом собрании, созванном по требованию архиепископа Нарбона святого Теодарда, присутствовали не только все епископы-суффраганы Нарбонской митрополии, но и главы некоторых соседних епархий, включая трёх архиепископов. Здесь за незаконный захват Уржельской епархии был осуждён самозванный епископ Эсклуа. Несмотря на осуждение этого прелата собором в Порте, возглавленная им схизма епархий Испанской марки, желавших приобрести самостоятельность от Нарбонской митрополии, продолжалась до 892 года.
Согласно церковной традиции, Эрмольд скончался в 889 году, так как в документе, датированном 890 годом, архиепископом Амбрёна назван уже Арно. Однако некоторые историки на основе фонетической близости имён этих двух прелатов выдвигают предположение, что это могло быть одно и то же лицо.